# アルドステロン症
アルドステロン症（アルドステロンしょう）は、血中のアルドステロン（鉱質コルチコイド）濃度が高い病態である。なお、便宜上、偽性アルドステロン症も本稿で扱う。

## 概念
以下、アルドステロン(aldosterone)をAld、血圧(blood pressure)をBP、ナトリウム(ラテン語、ドイツ語: Natrium)をNa、カリウム(ラテン語・ドイツ語: Kalium)をK、上昇を↑、低下を↓、因果関係を（原因）→（結果）、血漿アルドステロン濃度 (plasma aldosterone concentration) をPAC、血漿レニン活性 (plasma renin activity) をPRA、と表記する。
本症はNa↑、K↓、BP↑が典型像である。これを踏まえて各種バリエーションを見ると見通しが良い。

## 病態
- 高Na血症: Aldの鉱質コルチコイド作用によって血中Na濃度↑
- 低K血症 : Na↑の代わりにK↓
- BP↑ : Na↑→血漿浸透圧↑→循環血漿量↑→BP↑。

基本的にレニン-アンギオテンシン-アルドステロン系が亢進する場合は低カリウム血症、代謝性アルカローシスがおこる。これはアルドステロンの腎への作用、すなわちナトリウムの再吸収、カリウムの排泄、重炭酸イオンの再吸収、などを考えれば明らかである。一部の例外を除き、アシドーシスと高カリウム血症、アルカローシスと低カリウム血症は並行するという経験則があり、代謝性アルカローシスと低カリウム血症は原則どおりである。なお、低カリウム血症と代謝性アシドーシスを合併する珍しい疾患とは腎尿細管性アシドーシスである。

## 分類と原因

### 分類
原因によって原発性、続発性、偽性に分けられる。
| 原因   | 病気                   | 説明                                     |
| ------ | ---------------------- | ---------------------------------------- |
| 原発性 | 原発性アルドステロン症 | 本来の分泌組織である副腎皮質球状帯の異常 |
| 続発性 | バーター症候群、等     | 他臓器の障害によって続発するもの         |
| 偽性   | 偽性アルドステロン症   | 一見本症の様に見えて実は違うもの         |

### 原因
原発性
副腎皮質からアルドステロンが自律的に過剰分泌されることによる。球状帯の過形成や腺腫などによる。本来の分泌組織である副腎皮質の異常なので原発性アルドステロン症と言う。
続発性
他臓器の障害によりレニン-アンジオテンシン-アルドステロン系の亢進によってアルドステロンが高値となる病態。他臓器の障害によって続発するので続発性アルドステロン症と言う。
- 肝臓 : 肝硬変 : 浮腫による循環血漿量の低下から腎血流量が低下するため
- 腎臓 : 腎血管性高血圧症、バーター症候群、ネフローゼ、ギッテルマン症候群 、等

偽性
病態として一見アルドステロン高値であるかの様であるが、実際にアルドステロン値を測定すると高値でないため、偽性アルドステロン症という。
- リドル症候群
- グリチルリチンの副作用（甘草に多く含まれる）

## 検査
- 身体基本検査
  - 血圧 : AldはRAA系を介して血圧を上昇させる働きがある。PAC↑→BP↑。
- 血液検査
  - レニン : Aldは血圧を上昇させるホルモンであるレニンによって分泌される(正確に言うと、アンジオテンシンⅡを介する)。PRA↑→PAC↑。

## 診断
アルドステロン症の共通症状として、低カリウム血症、代謝性アルカローシスを挙げておく。
| PRA | PAC | BP | 診断                   | 理由          |
| --- | --- | -- | ---------------------- | ------------- |
| ↓   | ↑   | ↑  | 原発性アルドステロン症 | PAC↑→BP↑→PRA↓ |
| ↑   | ↑   | ↑  | 腎血管性高血圧         | PRA↑→PAC↑→BP↑ |
| ↑   | ↑   | →  | バーター症候群         |               |
| ↓   | ↓   | ↑  | リドル症候群           |               |
| ↑   | ↑   | ↑  | レニン産出腫瘍         |               |
| ↓   | ↓   | ↑  | 偽性アルドステロン症   | BP↑→PRA↓→PAC↓ |

## 診療科
循環器内科、代謝内分泌内科、泌尿器科、等